# Takayama Kaoru
Takayama Kaoru (高山 薫 (Cao Sơn Huân) Takayama Kaoru, sinh ngày 8 tháng 7 năm 1988) là một cầu thủ bóng đá người Nhật Bản thi đấu cho Shonan Bellmare.

## Thống kê câu lạc bộ
Cập nhật đến ngày 23 tháng 2 năm 2018.
| Thành tích câu lạc bộ | Thành tích câu lạc bộ | Thành tích câu lạc bộ | Giải vô địch | Giải vô địch | Cúp                   | Cúp                   | Cúp Liên đoàn | Cúp Liên đoàn | Asia    | Asia      | Tổng cộng | Tổng cộng |
| Mùa giải              | Câu lạc bộ            | Giải vô địch          | Số trận      | Bàn thắng    | Số trận               | Bàn thắng             | Số trận       | Bàn thắng     | Số trận | Bàn thắng | Số trận   | Bàn thắng |
| Nhật Bản              | Nhật Bản              | Nhật Bản              | Giải vô địch | Giải vô địch | Cúp Hoàng đế Nhật Bản | Cúp Hoàng đế Nhật Bản | J. League Cup | J. League Cup | AFC     | AFC       | Tổng cộng | Tổng cộng |
| --------------------- | --------------------- | --------------------- | ------------ | ------------ | --------------------- | --------------------- | ------------- | ------------- | ------- | --------- | --------- | --------- |
| 2011                  | Shonan Bellmare       | J2 League             | 35           | 9            | 4                     | 2                     | -             | -             | -       | -         | 39        | 11        |
| 2012                  | Shonan Bellmare       | J2 League             | 38           | 6            | 1                     | 0                     | -             | -             | -       | -         | 39        | 6         |
| 2013                  | Shonan Bellmare       | J1 League             | 32           | 4            | 1                     | 0                     | 3             | 0             | -       | -         | 36        | 4         |
| 2014                  | Kashiwa Reysol        | J1 League             | 32           | 4            | 2                     | 0                     | 10            | 0             | -       | -         | 44        | 4         |
| 2015                  | Shonan Bellmare       | J1 League             | 33           | 7            | 1                     | 1                     | 3             | 0             | -       | -         | 37        | 8         |
| 2016                  | Shonan Bellmare       | J1 League             | 33           | 4            | 2                     | 1                     | 5             | 0             | -       | -         | 40        | 5         |
| 2017                  | Shonan Bellmare       | J2 League             | 8            | 2            | 0                     | 0                     | -             | -             | -       | -         | 8         | 2         |
| Tổng                  | Tổng                  | Tổng                  | 193          | 34           | 11                    | 4                     | 21            | 0             | -       | -         | 225       | 38        |